# Tihhon Šišov
Tihhon Šišov (* 11. Februar 1983 in Tallinn) ist ein estnischer Fußballspieler, der aktuell bei Maardu Linnameeskond spielt.

## Karriere
Seine Karriere begann er beim unterklassigen Verein FC Puuma Tallinn, von wo er dann zum FC Levadia Tallinn wechselte und dort Stammspieler wurde. Ein kurzer Abstecher zum ungarischen Verein Győri ETO FC brachte nicht den erwünschten Erfolg und so ging er zurück zum FC Levadia Tallinn. 
Am 13. Januar 2010 unterzeichnete der mit Levadia Tallinn mehrfach die Estnische Meister gewonnen hatte, einen Zwei-Jahres-Vertrag beim FK Xəzər Lənkəran. In seiner ersten Saison dort kam der Abwehrspieler zu neun Einsätzen.
Für die Nationalmannschaft Estland bestritt er bisher 43 Einsätze.

## Erfolge
FC Levadia Tallinn
- Estnischer Meister: 2000, 2004, 2006, 2007, 2008, 2009, 2012
- Estnischer Vize-Meister: 2005
- Estnischer Pokalsieger: 2000, 2002, 2004, 2005, 2007